# Callicore tolima
Espèce
Callicore tolima est une espèce de lépidoptères (papillons) de la famille des Nymphalidae et de la sous-famille des Biblidinae et du genre Callicore.

## Dénomination
Callicore tolima a été décrit par William Chapman Hewitson en 1851 sous le nom initial de Catagramma tolima.

### Noms vernaculaires
Callicore tolima se nomme Blue-and-orange Eighty-eight en anglais.

### Sous-espèces
- Callicore tolima tolima, présent en Équateur et au Pérou.
- Callicore tolima bugaba (Staudinger, 1876); présent au Costa Rica et à Panama
- Callicore tolima chimana (Oberthür, 1916); présent en Équateur
- Callicore tolima denina (Hewitson, 1858); présent en Colombie et au Pérou.
- Callicore tolima guatemalena (Bates, 1866); présent au Guatemala.
- Callicore tolima pacifica (Bates, 1866); présent au Guatemala.
- Callicore tolima peralta (Dillon, 1948); présent au Costa Rica et à Panama
- Callicore tolima platytaenia (Röber, 1921); présent en Colombie
- Callicore tolima tehuana (Maza & Maza, 1983); présent au Mexique[1].

## Description
Callicore tolima est un papillon d'une envergure de 37 mm à 41 mm, au dessus de couleur noire avec aux ailes antérieures une très large bande jaune du milieu du bord costal à l'angle externe et aux ailes postérieures une flaque triangulaire bleue depuis la moitié côté angle anal du bord externe.
Le revers des ailes antérieures présente la même très large bande jaune d'or que le dessus avec en plus une rayure beige à l'apex alors que les ailes postérieures sont ornementées de rayures beige, d'une bande submarginale bleue et de deux gris ocelles pupillés de bleu formant un 8.

## Écologie et distribution
Callicore atacama est présent au Mexique, au Costa Rica, au Guatemala, à Panama, en Colombie, en Équateur et au Pérou.

### Protection
Pas de statut de protection particulier.